# Seven Keys to Baldpate (film, 1935)
Pour les articles homonymes, voir Seven Keys to Baldpate.
Pour plus de détails, voir Fiche technique et Distribution.
Seven Keys to Baldpate est un film américain de William Hamilton et Edward Killy, sorti en 1935.

## Fiche technique
- Titre : Seven Keys to Baldpate
- Réalisation : William Hamilton et Edward Killy
- Scénario : Anthony Veiller et Wallace Smith d'après le roman de Earl Derr Biggers
- Direction artistique : Van Nest Polglase
- Photographie : Robert De Grasse
- Montage : Desmond Marquette (en)
- Société de production : RKO Pictures
- Pays de production : États-Unis
- Format : Noir et blanc - 1,37:1
- Genre : policier
- Durée : 80 minutes
- Date de sortie : 
  - États-Unis : 13 décembre 1935[1]

## Distribution
- Gene Raymond : William Magee
- Margaret Callahan : Mary Norton
- Eric Blore : Harrison Boulton
- Grant Mitchell : Thomas Hayden
- Moroni Olsen : Jim Cargan
- Erin O'Brien-Moore : Myra Thornhill
- Henry Travers : Adalbert 'Lem' Peters
- Walter Brennan : Agent
- Ray Mayer : Mr Bland
- Erville Alderson : Chef de police Roberts
- Murray Alper : Max
- Harry Beresford : Elijah Quimby
- Emma Dunn : Mme Quimby